# Gianluca Mirenda
Gianluca Mirenda (Catania, 7 novembre 1983) è un ex ciclista su strada italiano.

## Carriera
Nato nel 1983 a Catania, durante la carriera ciclistica si è trasferito in Toscana.
Da under-23 ed elite ha ottenuto diverse vittorie, nell'ultimo anno da under-23 (2005) e nei primi due da elite (2006 e 2007) con la G.S. Finauto, nel 2008 con la Lucchini Neri Nuova Comauto.
Dopo aver corso da elite dal 2006 al 2008 con G.S. Finauto e Lucchini Neri Nuova Comauto, nel 2009, a 26 anni, è passato professionista con la ISD, con la quale ha preso parte al Giro di Lombardia nel 2009, terminando 97º, e nel 2010, ritirandosi.
Nel 2011, con la stessa squadra diventata nel frattempo Farnese Vini, non ha di nuovo concluso il Giro di Lombardia.
Ha chiuso la carriera da professionista nello stesso 2011, a 28 anni.

## Palmarès
- 2005 (under-23)

Trofeo S.C. Corsanico
- 2006 (elite)

Giro del Montalbano
Trofeo Martiri 4 e 11 luglio 1944
G.P. Confezioni Santini Ardelio
Bacchereto di Carmignano
Vitolini
- 2007 (elite)

Trofeo Petroli Firenze - Memorial Corrado Pelatti
- 2008 (elite)

G.P. Industria, Commercio ed Artigianato - Vignole di Quarrata
G.P. Chianti Colline d'Elsa

## Piazzamenti

### Classiche monumento
- Giro di Lombardia

2009: 97º
2010: ritirato
2011: ritirato